# (Forgive Me) My Little Flower Princess
(Forgive Me) My Little Flower Princess är en låt skriven och framförd av John Lennon från hans och Yoko Onos album Milk and Honey från 1984. Låten skrevs under Lennons semester på Bermuda i juni 1980. Den spelades in på Hit Factory studio i New York under inspelningen av Double Fantasy.